# Titularbistum Tituli in Proconsulari
Tituli in Proconsulari (ital.: Tituli di Proconsolare) ist ein Titularbistum der römisch-katholischen Kirche.
Es geht zurück auf einen untergegangenen Bischofssitz in der gleichnamigen antiken Stadt, die in der römischen Provinz Africa proconsularis lag. Der Bischofssitz war der Kirchenprovinz Karthago zugeordnet.
| Titularbischöfe von Tituli in Proconsulari |                                                    |                                            |               |                   |
| Nr.                                        | Name                                               | Amt                                        | von           | bis               |
| 1                                          | Paul Marie Kinam Ro Titularerzbischof pro hac vice | emeritierter Erzbischof von Seoul (Korea)  | 23. März 1967 | 10. März 1971     |
| 2                                          | Pierre-Antonio-Jean Bach MEP                       | Apostolischer Vikar von Savannakhet (Laos) | 28. Juni 1971 | 26. Juni 2020     |
| 3                                          | Daniele Salera                                     | Weihbischof in Rom (Italien)               | 27. Mai 2022  | 16. Dezember 2024 |